# Nuevo Miramar
Nuevo Miramar är en ort i Mexiko.   Den ligger i kommunen Xilitla och delstaten San Luis Potosí, i den centrala delen av landet, 220 km norr om huvudstaden Mexico City. Nuevo Miramar ligger 1 331 meter över havet och antalet invånare är 780.
Terrängen runt Nuevo Miramar är kuperad åt nordost, men åt sydväst är den bergig. Terrängen runt Nuevo Miramar sluttar brant österut. Runt Nuevo Miramar är det ganska tätbefolkat, med 90 invånare per kvadratkilometer. Närmaste större samhälle är Xilitla, 4,5 km öster om Nuevo Miramar. I omgivningarna runt Nuevo Miramar växer i huvudsak städsegrön lövskog.